# Marie-Julie Bonnin
Marie-Julie Bonnin, född 17 december 2001, är en fransk friidrottare som tävlar i stavhopp. Vid europamästerskapen inomhus 2025 tog hon brons i stavhopp och vid inomhusvärldsmästerskapen i friidrott 2025 tog hon guld i samma gren.
Bonnin har blivit fransk mästare i stavhopp tre gånger (2022, 2023 och 2024) samt inomhusmästare en gång (2025).